# Пекарь и красавица (телесериал)
«Пекарь и красавица» (англ. The Baker and the Beauty) — американский комедийно-драматический телесериал, премьера состоялась 13 апреля 2020 года на телеканале ABC.
15 июня 2020 года телеканал ABC закрыл телесериал после одного сезона.

## Сюжет
Даниэль Гарсиа работает в семейной пекарне выходцев с Кубы и однажды влюбляется в мировую суперзвезду Ноа Гамильтон.

## В ролях

### Основной состав
- Виктор Расук — Даниэль Гарсия, пекарь
- Натали Келли — Ноа Гамильтон, известная австралийская модель и предприниматель.

## Обзор сезонов
| Сезон | Сезон | Эпизоды | Дата показа    | Дата показа | Рейтинг Нильсона | Рейтинг Нильсона       |
| Сезон | Сезон | Эпизоды | Премьера       | Финал       | Ранк             | Зрители США (миллионы) |
| ----- | ----- | ------- | -------------- | ----------- | ---------------- | ---------------------- |
|       | 1     | 9       | 13 апреля 2020 | 1 июня 2020 | TBA              | TBA                    |

## Список эпизодов

### Сезон 1 (2020)
| № | Название                                                                           | Режиссёр      | Автор сценария  | Дата премьеры  | Произв. код | Зрители в США (млн) |
| - | ---------------------------------------------------------------------------------- | ------------- | --------------- | -------------- | ----------- | ------------------- |
| 1 | «Пилот» «Pilot»                                                                    | Неизвестно    | Неизвестно      | 13 апреля 2020 | 101         | 2.66                |
| 2 | «Разрушь мою жизнь» «Ruin My Life»                                                 | Неизвестно    | Неизвестно      | 20 апреля 2020 | 102         | 2.82                |
| 3 | «Увлекитесь» «Get Carried Away»                                                    | Джоанна Кернс | Валентина Гарза | 27 апреля 2020 | 103         | 2.46                |
| 4 | «Я думаю, она выходит» «I Think She's Coming Out»                                  | Эрика Дантон  | Альберт Торрес  | 4 мая 2020     | 104         | 2.28                |
| 5 | «Медовый месяц закончился» «Honeymoon's Over»                                      | Джей Карас    | Саша Строман    | 11 мая 2020    | 105         | 2.35                |
| 6 | «Побочные эффекты» «Side Effects»                                                  | Неизвестно    | Неизвестно      | 18 мая 2020    | 106         | 2.28                |
| 7 | «Задуть» «Blow Out»                                                                | Неизвестно    | Неизвестно      | 25 мая 2020    | 107         | 2.24                |
| 8 | «Могу я пригласить вас на этот танец?» «May I Have This Dance?»                    | Мелани Мейрон | Терренс Коли    | 1 июня 2020    | 108         | 2.71                |
| 9 | «Ты не всегда можешь получить то, что хочешь» «You Can't Always Get What You Want» | Неизвестно    | Неизвестно      | 1 июня 2020    | 109         | 2.71                |

## Производство

### Съемки
Пилотный эпизод телесериала был снят в Атланте, остальная часть сериала телесериала в Пуэрто - Рико.